# Mount Pico
Mount Pico (spanisch Monte Pico ‚Schnabelberg‘; im Vereinigten Königreich Mount Rokitansky) ist ein über 1700 m hoher und spitzer Berg im Norden der Brabant-Insel im antarktischen Palmer-Archipel. Er ragt an 5,5 km nordöstlich des Driencourt Point auf.
Teilnehmer einer von 1955 bis 1956 dauernden argentinischen Antarktisexpedition gaben ihm seinen deskriptiven Namen, den das Advisory Committee on Antarctic Names im Jahr 1965 ins Englische übertrug. Das UK Antarctic Place-Names Committee dagegen benannte den Berg am 23. September 1960 nach dem österreichischen Pathologen Carl von Rokitansky (1804–1878).